# Raimund Abraham
Raimund Abraham (Lienz, 23 juli 1933 - Los Angeles, 4 maart 2010) was een Oostenrijks-Amerikaans architect.
Abraham studeerde van 1952 tot 1958 aan de "Technische Universität" in Graz. Na het behalen van zijn architectuurdiploma studeerde hij verder in Duitsland, België en Zwitserland. Tussen 1960 en 1964 was hij zelfstandig architect in Wenen en verbleef hij korte tijd in Afrika, Mexico en de Verenigde Staten. Vanaf 1964 doceerde hij aan de "Rhode Island School of Design" in Providence en vanaf  1970 was hij er directeur van de "Studio of Environmental Technology Institute". In 1971 verhuisde hij naar New York waar hij docent architectuur werd aan het "Pratt Institute". Nadien werd hij gastdocent aan het Cooper Union for Advencement of Science and Art. In 1971 richtte hij een eigen bureau voor architectuur en design op in New York.
Tot zijn meest spectaculaire werk wordt gerekend het "Österreichische Kulturforum" in New York uit 2002. Uit protest tegen de regeringsdeelname van de FPÖ deed hij kort voor de opening van het cultuurforum symbolisch afstand zijn Oostenrijkse nationaliteit. Abraham stierf bij een verkeersongeval op 4 maart 2010.

## Werken (selectie)

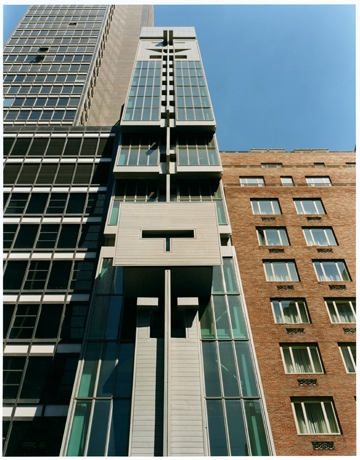
Das österreichische Kulturforum in Manhattan, New York

- 1968–1969: Bescheiden woningen  en kinderdagverblijf  in Providence
- 1973–1977: Rainbow Plaza in Niagara Falls
- 1980–1987: Woning met  winkel Friedrichstraße 32–33 voor de  IBAin Berlijn
- 1987–1991: Woning  Traviatagasse in Wenen
- 1990–1993: Woning met winkel in Graz
- 1993–1996: Tiroler Landeshypothekenbank in Lienz
- 1998: Library for the Anthology Film Archives in New York
- 1998–2001: Österreichisches Kulturforum in New York